# Chaumont-sur-Loire
Chaumont-sur-Loire là một xã thuộc tỉnh Loir-et-Cher trong vùng Centre-Val de Loire miền trung nước Pháp.